# Scuola Giapponese di Milano
|La Scuola Giapponese di Milano (ミラノ日本人学校?, Mirano Nihonjin Gakkō)  è una scuola giapponese internazionale con sede a Milano, Italia, fondata il 25 febbraio 1976.
La scuola si trova all'interno di un edificio bianco a due piani che assomiglia più a una casa di campagna che a un edificio scolastico.
La scuola segue totalmente i programmi della scuola giapponese per consentire agli allievi di rientrare in Giappone con lo stesso livello scolastico dei ragazzi giapponesi. Sono comunque presenti alcune ore di insegnamento di italiano ed è curata anche la conoscenza della realtà locale, favorendo scambi con classi italiane della stessa età.